# Macrosiphum rosae
La Macrosiphum rosae (Linnaeus, 1758), conosciuta anche come afide grande o pidocchio della rosa è una specie di afide. 
Ha una distribuzione mondiale e infesta i cespugli di rose come ospite principale in primavera e all'inizio dell'estate, radunandosi sulle punte dei germogli e attorno ai nuovi germogli. Più tardi in estate, le forme alate si spostano su altri cespugli di rose, o su un numero limitato di ospiti secondari, prima di tornare ai cespugli di rose per deporre le uova in autunno.
Si nutre della linfa delle piante, ovvero della secrezione zuccherina prodotta dalla pianta attraverso la fotosintesi.

## Descrizione

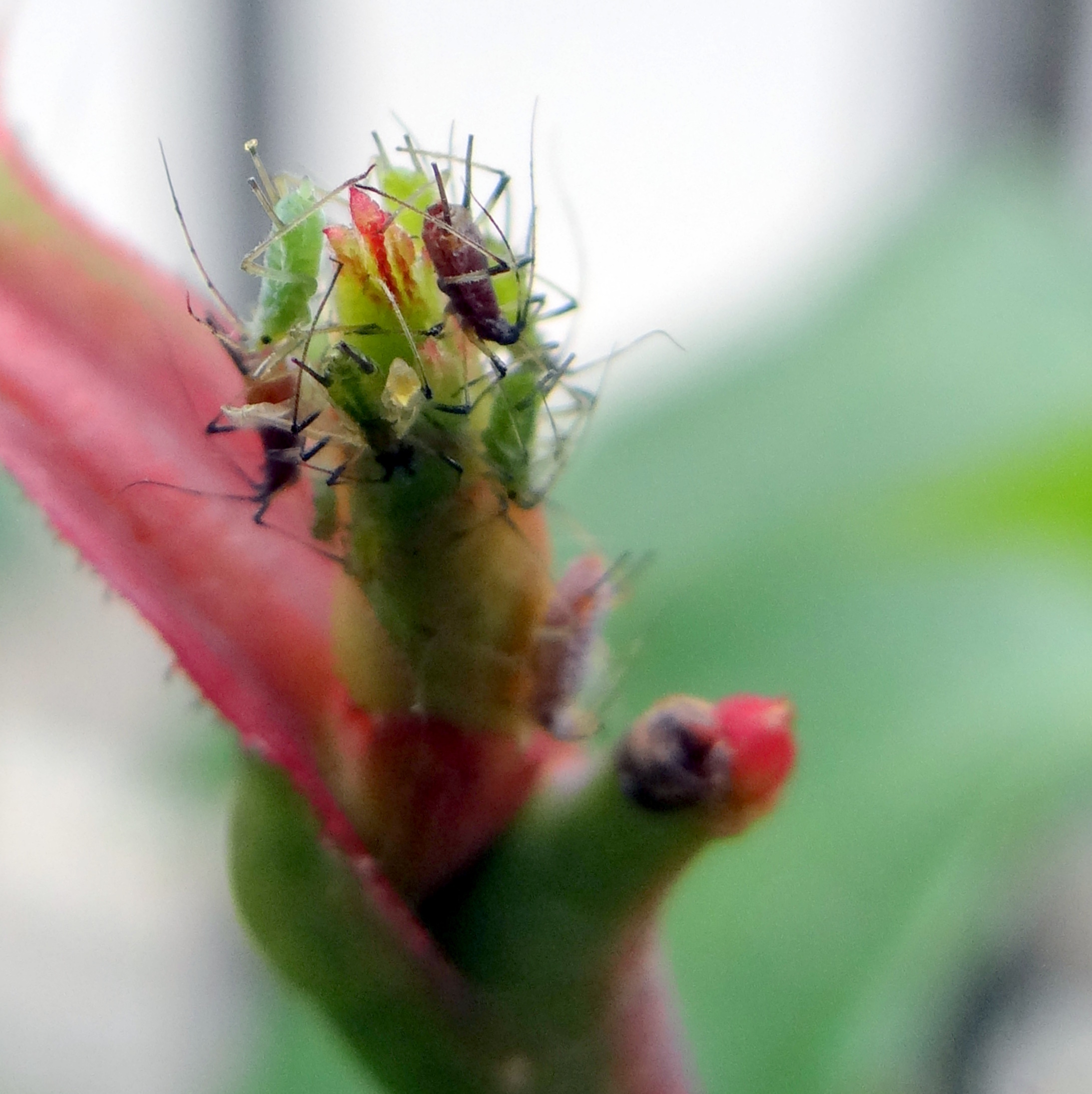
Colonia di Macrosiphum rosae su boccioli di rosa.

L'individuo adulto ha l'aspetto di un  piccolo insetto di colore verde, talvolta rosato, lungo pochi millimetri che si distribuisce in colonie sui boccioli e germogli ancora chiusi delle Rosaceae.
L'adulto si presenta in due forme:
- forma alata, con ali trasparenti, addome verde, lungo mediamente 3 mm;
- forma attera (ovvero priva di ali), con un corpo verde o violaceo, lunga mediamente fino a 3 mm.

Nel corso di una stessa stagione si succedono un gran numero di generazioni, anche più di venti.

## Infestazione
Gli afidi si nutrono della linfa delle piante pungendo le cellule vegetali con la loro proboscide. In gran numero, possono seriamente ostacolare la crescita delle piante e rovinare le cime. Sono particolarmente dannosi per la nuova crescita provocando danni alle foglie emergenti che sono malformate e assumono l'aspetto di quelle affette dall'arricciatura delle foglie di pesco.
L'infestazione degli afidi avviene in modo particolare all'inizio del periodo primaverile, trasportati dalle formiche che li "allevano" per utilizzare la melata, una secrezione zuccherosa prodotta dagli afidi.
Questa imbratta le foglie ed i fusti; la pianta attaccata può inoltre subire infezioni dovute a funghi di vario tipo, dando origine a fumaggini. 
L'infestazione di pidocchi della rosa  si combatte con insetticidi a base di piretroidi, tuttavia sembra avere un buon effetto anche il sapone molle, mescolato con preparati a base di quassia, e la cenere.
Un predatore naturale è rappresentato dalle coccinelle.